# Château de Vincennes (metrostation)
Château de Vincennes is een station van de Parijse metrolijn 1. Dit station is ook het eindpunt van deze metrolijn.
Het station ligt op de grens van het twaalfde arrondissement en de gemeente Vincennes.
Vanaf dit station kan men verder reizen naar stations als Châtelet, Louvre Rivoli en het eindpunt La Défense.

## Geschiedenis
Het station werd op 24 maart 1934 geopend en is genoemd naar het nabijgelegen Kasteel van Vincennes.

## Toekomst
Voorlopig blijft Château de Vincennes het oostelijke eindpunt van lijn 1.
Er zijn plannen om de lijn uit te breiden.
Aan de westelijke kant (La Défense) wordt de lijn eventueel uitgebreid tot de wijk Nanterre, niet ver van het huidige eindpunt.
Aan de kant van het station Château de Vincennes zijn er plannen om de lijn door te trekken naar Rigollots of zelfs verder naar Val de Fontenay. Daar zou overgestapt kunnen worden op RER-lijn A en E.
La Défense · 
Esplanade de la Défense · 
Pont de Neuilly · 
Les Sablons · 
Porte Maillot · 
Argentine · 
Charles de Gaulle - Étoile · 
George V · 
Franklin D. Roosevelt · 
Champs Élysées - Clemenceau · 
Concorde · 
Tuileries · 
Palais Royal - Musée du Louvre · 
Louvre - Rivoli · 
Châtelet · 
Hôtel de Ville · 
Saint-Paul · 
Bastille · 
Gare de Lyon · 
Reuilly - Diderot · 
Nation · 
Porte de Vincennes · 
Saint-Mandé · 
Bérault · 
Château de Vincennes
- Library of Congress Control Number: n85030098
- Nationale Bibliotheek van Israël: 987007461613205171
- Virtual International Authority File: 140778501